# Аеродром Пафос
Међународни аеродром Пафос (IATA: PFO, ICAO: LCPH) је цивилно-војни јавни аеродром који се налази 6,5 km југоисточно  од града Пафоса, на Кипру. То је други највећи аеродром у земљи, после Међународног аеродрома у Ларнаки . Аеродром Пафос обично користе туристи за посету западном делу Кипра, и његовим популарним одмаралиштима у Лимасолу (око 50 km југоисточно) и самом Пафосу.

## Војни аеродром "Андреас Папандреу"
Аеродром се такође користи и као војни аеродром под називом „Андреас Папандреу“ и у власништву је Националне гарде Кипра и Кипарских ваздухопловних снага.

## Авио-компаније и дестинације
Следеће авио-компаније обављају редовне редовне и чартер летове за и из Пафоса:
| Airlines              | Destinations |
| --------------------- | --- |
| Aegean Airlines       | Атина (од 23.6.2022) |
| British Airways       | Лондон–Гетвик, Лондон–Хитроу |
| easyJet               | Бристол, Единбург, Лондон–Гетвик, Лондон-Лутон, Манчестер Сезонски: Берлин |
| Edelweiss Air         | Сезонски: Цирих |
| El Al                 | Сезонски: Тел Авив |
| Enter Air             | Сезонски charter: Катовице, Познањ, Варшава |
| Jet2.com              | Бирминген, Лондон–Станстед, Манчестер |
| Lufthansa             | Сезонски: Минхен |
| Ryanair               | Аман–Краљица Алија, Париз-Бове, Милано-Бергамо, Берлин, Болоња, Букурешт, Будимпешта, Хања, Брисел-Шарлроа, Келн/Бон, Даблин, Ајндховен, Гдањск, Катовице, Каунас, Краков, Лондон–Станстед, Малта, Манчестер, Марсељ, Минхен-Меминген, Рига, Рим–Чампино, Софија, Тел Авив, Солун, Беч, Варшава-Модлин, Вроцлав, Загреб Сезонски: Бари, Братислава, Миконос, Њукасл на Тајну, Пиза, Родос, Талин, Тревизо |
| Scandinavian Airlines | Сезонски чартер: Орхус |
| Transavia             | Сезонски: Амстердам |
| TUI Airways           | Сезонски: Бирминген, Бристол, Кардиф, Глазгов, Лондон–Гетвик, Лондон–Станстед, Манчестер, Њукасл на Тајну, Норвич |
| TUI fly Belgium       | Сезонски: Брисел |
| TUI fly Netherlands   | Сезонски: Амстердам |
| Tus Airways           | Атина, Тел Авив Сезонски: Диселдорф (од 26.6.2022), Хамбург (од 1.7.2022), Нирнберг (од 16.7.2022), Париз–Шарл де Гол |

Погледајте необрађени захтев + реф. на Wikidata.

## Приступ аеродрому
Редовна аутобуска линија број 612 вози од луке Пафос до аеродрома и назад. Доступни су и директни аутобуси за/из Лимасола, Никозије и Ларнаке  .